# Désenchantée
Désenchantée (wym. [dezɑ̃ʃɑ̃te]) – singiel francuskiej piosenkarki Mylène Farmer nagrany i wydany w 1991 roku jako pierwszy singel promujący jej trzeci album zatytułowany L'autre....

## Notowania (wersja Mylène Farmer)
| Notowanie (1991)                | Pozycja na liście |
| ------------------------------- | ----------------- |
| Austria (Ö3 Austria Top 40)     | 16                |
| Belgia (Flandria) (Ultratop)    | 18                |
| Dania (Dutch Top 40)            | 18                |
| Francja (SNEP)                  | 1                 |
| Kanada (Canadian Singles Chart) | 9                 |
| Szwajcaria (Swiss Hitparade)    | 23                |

## Wersja Kate Ryan
W 2002 roku Kate Ryan nagrała dance-popową wersję utworu Mylène Farmer, która została wydana jako trzeci singel z jej debiutanckiego albumu pt. Different. Utwór osiągnął duży sukces w całej Europie.

## Notowania
| Lista przebojów (2002–03)              | Najwyższa pozycja |
| -------------------------------------- | ----------------- |
| Austria (Ö3 Austria Top 40)            | 3                 |
| Belgia (Ultratop 50 Singles, Flandria) | 1                 |
| Belgia (Ultratop 50 Singles, Walonia)  | 14                |
| Czechy (Singles Digitál Top 100)       | 13                |
| Dania (Tracklisten)                    | 12                |
| Europa (European Hot 100)              | 30                |
| Francja (Top Singles & Titres)         | 12                |
| Hiszpania (Top 40 Radio)               | 7                 |
| Holandia (Single Top 100)              | 4                 |
| Niemcy (Media Control Charts)          | 2                 |
| Norwegia (VG-lista)                    | 3                 |
| Polska (AirPlay)                       | 10                |
| Szkocja (Official Charts Company)      | 78                |
| Szwajcaria (Singles Top 100)           | 11                |
| Szwecja (Sverigetopplistan)            | 4                 |
| Węgry (Single (track) Top 40 lista)    | 2                 |
| Wielka Brytania (UK Singles Chart)     | 92                |

## Certyfikaty
| Kraj           | Certyfikat         | Sprzedaż |
| -------------- | ------------------ | -------- |
| Belgia (BEA)   | 2x Platynowa płyta | 100 000+ |
| Francja (SNEP) | Złota płyta        | 250 000+ |
| Niemcy (BVMI)  | Złota płyta        | 250 000+ |
| Szwecja (RMNZ) | Złota płyta        | 15 000+  |